# نيك غيلدر
نيك غيلدر هو مغني وكاتب أغاني كندي، ولد في 21 ديسمبر 1951 في لندن الكبرى في المملكة المتحدة.

## وصلات خارجية
- نيك غيلدر على موقع IMDb (الإنجليزية)
- نيك غيلدر على موقع ميوزك برينز (الإنجليزية)
- نيك غيلدر على موقع أول ميوزيك (الإنجليزية)
- نيك غيلدر على موقع ديسكوغز (الإنجليزية)